# Monsieur, Madame et Bibi
Pour plus de détails, voir Fiche technique et Distribution.
Monsieur, Madame et Bibi (Ein bisschen Liebe für dich) est un film franco-allemand réalisé par Jean Boyer et Max Neufeld, sorti en 1932.

## Synopsis
Un ingénieur reçoit à dîner son patron américain tout en interdisant que son chien Bibi soit à table. Sa femme furieuse s'éclipse et du coup l'ingénieur fait passer sa secrétaire pour sa femme laquelle revient avant la fin du dîner d'où s'ensuit une série de quiproquos.

## Fiche technique
- Titre : Monsieur, Madame et Bibi
- Titre original : Ein bisschen Liebe für dich
- Réalisation : Jean Boyer et Max Neufeld
- Scénario : Hans Heinz Zerlett, d'après la pièce Geschaft mit Amerika de Paul Franck et Ludwig Hirschfeld
- Dialogues : Jean Boyer
- Photographie : Willy Goldberger
- Décors : Ernö  Metzner
- Son : Adolf Jansen
- Musique : Paul Abraham et Helmut Wolfes
- Pays de production :  France -  République de Weimar
- Production : Pathé-Natan - HM Film
- Durée : 77 minutes
- Date de sortie : France, 12 mars 1932

## Distribution
- Marie Glory : Clary Baumann
- René Lefèvre : Paul Baumann
- Jean Dax : M. Brown
- Florelle : Anne, la secrétaire
- Suzanne Préville : la bonne